# Свалявський страйк деревообробників 1935 року
Свалявський страйк деревообробників 1935 року — виступ деревообробників і робітників лісопромислів Закарпаття. Відбувався під керівництвом комуністів. 
29 вересня на зборах за участю 800 робітників було обрано страйковий комітет і вироблено проект колективного договору. Коли підприємці відмовилися задовольнити вимоги робітників, 5 грудня почався страйк робітників хімічного заводу і лісопилок, до яких приєдналися лісоруби. Страйкувало 3 тисясі осіб. У ряді місць Закарпаття і Словаччини відбувалися робітничі і селянські мітинги солідарності з страйкарями Сваляви. На допомогу їм збирали продовольство й гроші. Влада зосередила в районі страйку понад 200 жандармів. Було припинено подавання електроенергії в робітничі квартали, робітникам погрожували звільненням з роботи, виселенням із заводських квартир тощо. 
Страйк закінчився 14 грудня. Підприємці змушені були підписати новий колективний договір і підвищити заробітну плату на 10%. Свалявський страйк деревообробників  поклав початок новим виступам робітників деревообробної і лісової промловості Закарпаття.